# Henry Charles Lea

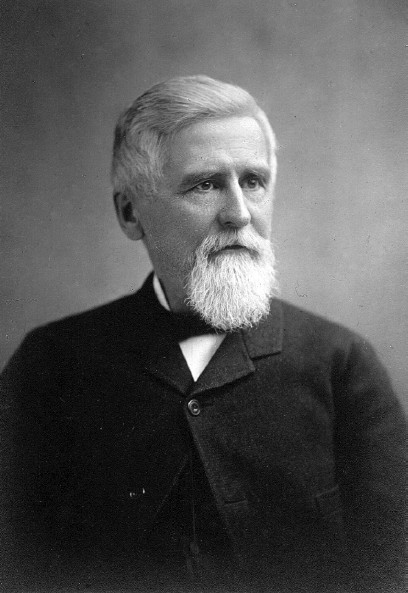
Henry Charles Lea, cerca de 1870

 Henry Charles Lea (19 de Setembro de 1825 - 24 de Outubro de 1909) foi um historiador americano, reformador cívico, e activista político. Lea nasceu e viveu em Filadélfia.